# Pseudopodium (botanika)

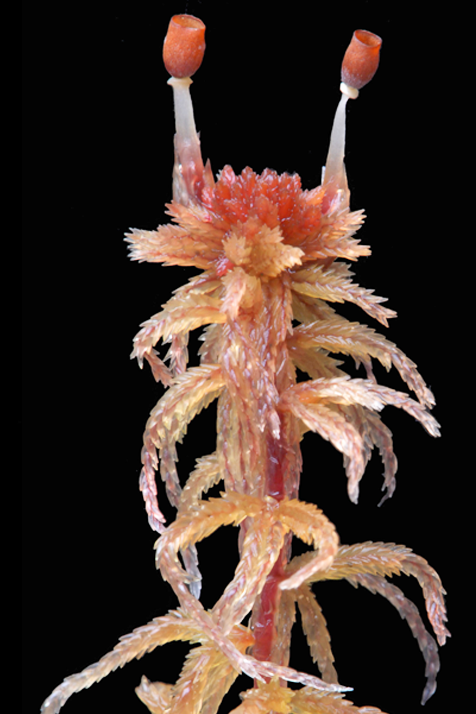
Pseudopodia wynoszące zarodnie u torfowca czerwonawego

Pseudopodium – u torfowców i naleźlinów gałązka boczna gametofitu (gametoforu), wydłużająca się podczas dojrzewania zarodni i wynosząca cały sporofit, składający się u tych mchów z zarodni i krótkiej stopy. Pełni funkcję analogiczną do sety u innych mchów.